# Operazione antimostro
Operazione antimostro (Anything You Can Do) è un romanzo di fantascienza dello scrittore statunitense Randall Garrett pubblicato nel 1962 con lo pseudonimo di Darrel T. Langart. 

## Storia editoriale
Il romanzo è stato pubblicato con lo pseudonimo di Darrel T. Langart in due puntate sulla rivista mensile Analog Science Fiction and Fact, da maggio a giugno del 1962 e in edizione rilegata l'anno seguente. L'autore ha firmato il romanzo con l'anagramma del suo vero nome per fugare le preoccupazioni dell'editore della rivista Analog, John W. Campbell, che temeva che il gran numero di romanzi già pubblicati a firma di Randall Garrett potessero inflazionare il mercato editoriale.
In Italia è stato pubblicato con il titolo Operazione antimostro nel 1963. Nel 1969 è stato ripubblicato negli Stati Uniti con il vero nome dell'autore stampato in copertina e nel 1982, sempre negli USA, con il titolo di Earth Invader.

## Trama
(Randall Garrett Operazione antimostro)
Nello spazio un'astronave aliena ha un incidente e la sua velocità drasticamente ridotta. Uno dei due membri dell'equipaggio, simile a un grosso millepiedi della lunghezza di circa un metro e mezzo, per sopravvivere alla scarsità di cibo uccide e divora il compagno per poi dirigere verso la Terra, prima che il veicolo diventi ingovernabile. L'astronave si schianta in Siberia ma l'alieno sopravvive. Il "Nip", così l'extraterrestre definisce sé stesso, inizia a mietere vittime tra i terrestri, in cerca della vera razza dominante sulla Terra, poiché è convinto che l'Uomo, eticamente così diverso da lui e debole, non possa essere altro che uno schiavo sottomesso a una specie più evoluta.
Dopo dieci anni il mostro è ancora in libertà, tenuto sotto segreta osservazione dai terrestri; nonostante continui a mietere vittime tra la popolazione, il colonnello Walther Mannheim ha convinto il Governo mondiale a non uccidere l'alieno ma a tentare di avviare rapporti con l'essere per trarre vantaggio dalle sue avanzatissime conoscenze tecnologiche. Per far credere al mostro che l'Umanità sia comandata da una razza superiore, cinque anni prima era stato avviato un progetto per potenziare biologicamente due gemelli Bart Stanton e Mart Stanton, quest'ultimo affetto da gravi handicap a causa di un incidente radioattivo subito durante l'infanzia. Il procedimento di potenziamento ha gravi implicazioni psicologiche e, per attenuare i problemi sulla psiche di entrambi i soggetti, i due gemelli vengono separati mentre la loro memoria viene temporaneamente cancellata. Mart ora è completamente guarito e ha assunto una nuova identità, quella di Stanley Martin, detective privato con base sulla cintura degli asteroidi mentre Bart viene addestrato per affrontare il Nip.
Mannheim ha scoperto che l'alieno si è insediato nelle gallerie dismesse nel sottosuolo di Città del Governo, costruita sulle ceneri di Manhattan distrutta durante una guerra nucleare avvenuta un secolo prima. Il Nip ha condotto innumerevoli sanguinose incursioni in fabbriche e magazzini per accaparrarsi le materie prime e gli strumenti necessari ad assemblare le apparecchiature per comunicare con il suo pianeta di origine. Il Nip non ha abbandonato l'idea che la Terra sia governata da una razza superiore e, credendo che Mannheim ne sia il leader, si introduce nel suo appartamento per poi ucciderlo e divorarlo, dopo essersi accorto del suo errore.
Nel frattempo Stanley Martin è diventato famoso grazie ai suoi molti successi contro la criminalità e viene insistentemente contattato da rappresentanti di associazioni che lo vorrebbero assumere per snidare e uccidere l'alieno. Martin non accetta di tornare sulla Terra e rifiuta ogni volta di assumere l'incarico.
Dopo l'uccisione di Mannheim si avvia l'operazione a lungo pianificata dal colonnello che aveva lasciato precise direttive da attuare alla sua morte. Bart si introduce nel rifugio del Nip, lo affronta a mani nude e lo sconfigge senza grossi problemi, convincendo l'alieno di essere membro di una razza superiore a capo della Terra. Il Nip si sottomette a Bart e accetta di collaborare con l'umanità. Dopo aver completato la missione per la quale era stato allenato e formato per cinque anni, Bart ritrova la memoria e ricorda di essere lui il gemello menomato dalle radiazioni, Mart, il solo ad aver subito il processo di potenziamento. Suo fratello, il vero Bart Stanton, è stato relegato nello spazio per anni sotto l'identità di Stanley Martin allo scopo di non interferire con la missione del fratello. Ora i due gemelli possono finalmente rincontrarsi.

## Personaggi
NipAlieno precipitato in Siberia con la sua astronave a causa di un incidente nello Spazio. Dalla forma affusolata, lungo circa un metro e mezzo, simile a un grande, fortissimo e rapido bruco. Non si sa se "Nip" sia il suo vero nome o piuttosto quello della sua razza. Dotato di una particolare etica che lo spinge a divorare le sue vittime dopo averle uccise a mani nude, è in cerca della vera razza dominante sulla Terra, convinto che l'Uomo non sia altro che un debole schiavo.
Bartholomew "Bart" StantonUno dei due gemelli potenziati biologicamente e addestrato per cinque anni per affrontare il Nip e far credere all'alieno di essere membro di una razza superiore. Dopo aver compiuto con successo la sua missione ritrova la memoria temporaneamente offuscata da falsi ricordi, conseguenza del potenziamento subìto e ricorderà di aver scambiato l'identità con quella del fratello di cui aveva anche assunto il nome.
Stanley MartinGemello di Bart. A differenza del fratello è nato con gravi malformazioni a causa di radiazioni assunte durante un incidente subito da giovanissimo. Il suo vero nome è Mart Stanton ma la sua memoria è stata temporaneamente coperta da falsi ricordi. Il giovane ha assunto l'identità di Stanley Martin, famoso investigatore. Al termine della storia si scoprirà invece essere lui il vero Bart Stanton.
Walther MannheimColonnello a capo dell'operazione di ricerca e di sottomissione del mostro.
George YoritomoIl dottore a capo del progetto di potenziamento dei due gemelli Stanton e amico di Bart.

## Edizioni
- (EN) Darrel T. Langart, Anything You Can Do 1/2, in  Analog Science Fiction and Fact, LXIX, n. 3, maggio 1962.
- (EN) Darrel T. Langart, Anything You Can Do 2/2, in Analog Science Fiction and Fact, LXIX, n. 4, giugno 1962.
- (EN) Darrel T. Langart, Anything You Can Do, 1ª ed., Garden City (New York), Doubleday, 1963.
- Darrel T. Langart, Operazione antimostro, collana Urania, traduzione di Bianca Russo, n. 318, Milano, Mondadori, 1963,  p. 144.
- (EN) Randall Garrett, Anything You Can Do, New York, Lancer Books, 1969.
- Darrel T. Langart, Operazione antimostro, collana Urania, traduzione di Bianca Russo, n. 668, Milano, Mondadori, 1975,  p. 144.
- (EN) Randall Garrett, Earth Invader, New York, Leisure Books, 1982.